# We Take Care of Our Own
"We Take Care of Our Own" is een nummer van de Amerikaanse artiest Bruce Springsteen. Het nummer verscheen op zijn album Wrecking Ball uit 2012. Op 19 januari van dat jaar werd het nummer uitgebracht als de eerste single van het album.

## Achtergrond
"We Take Care of Our Own" is geschreven door Springsteen en geproduceerd door Springsteen, Ron Aniello en Jon Landau. Het is een uptempo rocknummer dat doet denken aan een aantal jongere bands die Springsteen in de jaren ervoor heeft gesteund, waaronder Arcade Fire en The Gaslight Anthem. In het nummer uit Springsteen zijn frustratie dat mensen elkaar minder willen helpen na enkele jaren van economische onzekerheid vanwege de kredietcrisis. Hij vraagt zich af waar hij barmhartige mensen kan vinden en refereert aan de orkaan Katrina. In het refrein is hij echter meer optimistisch met de tekst "Wherever this flag is flown, we take care of our own" (Waar deze vlag ook zwaait, wij zorgen voor onszelf).
"We Take Care of Our Own" bereikte de hitlijsten in een aantal landen. Het werd de grootste hit in Spanje met de veertiende plaats. Ook in Japan en Ierland werden de hitlijsten bereikt. De Amerikaanse Billboard Hot 100 werd echter niet gehaald; de single bleef steken op de zesde plaats in de "Bubbling Under"-lijst. In Nederland kwam het nummer tot plaats 73 in de Single Top 100, terwijl in Vlaanderen de Ultratop 50 niet werd gehaald en in plaats daarvan tot de veertiende plaats in de "Bubbling Under"-lijst kwam. Springsteen ontving in 2013 twee Grammy Awards-nominaties voor het nummer in de categorieën Best Rock Performance en Best Rock Song, maar verloor bij beide nominaties van "Lonely Boy" van The Black Keys.

## Hitnoteringen

### Single Top 100
| Hitnotering week 1 t/m 2: 21-01-2012 t/m 28-01-2012 Hitnotering week 3: 10-03-2012 | Hitnotering week 1 t/m 2: 21-01-2012 t/m 28-01-2012 Hitnotering week 3: 10-03-2012 | Hitnotering week 1 t/m 2: 21-01-2012 t/m 28-01-2012 Hitnotering week 3: 10-03-2012 | Hitnotering week 1 t/m 2: 21-01-2012 t/m 28-01-2012 Hitnotering week 3: 10-03-2012 | Hitnotering week 1 t/m 2: 21-01-2012 t/m 28-01-2012 Hitnotering week 3: 10-03-2012 | Hitnotering week 1 t/m 2: 21-01-2012 t/m 28-01-2012 Hitnotering week 3: 10-03-2012 |
| Week                                                                               | 1                                                                                  | 2                                                                                  |                                                                                    | 3                                                                                  |                                                                                    |
| ---------------------------------------------------------------------------------- | ---------------------------------------------------------------------------------- | ---------------------------------------------------------------------------------- | ---------------------------------------------------------------------------------- | ---------------------------------------------------------------------------------- | ---------------------------------------------------------------------------------- |
| Positie                                                                            | 75                                                                                 | 73                                                                                 | uit                                                                                | 82                                                                                 | uit                                                                                |

### NPO Radio 2 Top 2000
| Nummer met noteringen in de NPO Radio 2 Top 2000 | '12 | '13  | '14  |
| ------------------------------------------------ | --- | ---- | ---- |
| We Take Care of Our Own                          | 939 | 1176 | 1797 |

1. ↑  Een vetgedrukt getal geeft de hoogste notering aan.
2. ↑  2012 was het eerste jaar met een notering voor dit nummer.
3. ↑  Deze tabel is bijgewerkt tot en met de laatste editie (2024).

E Street Band: Bruce Springsteen · Roy Bittan · Nils Lofgren · Patti Scialfa · Garry Tallent · Steven Van Zandt · Max Weinberg
Jake Clemons · Charles Giordano · Soozie Tyrell
Voormalige leden: Ernest Carter · Clarence Clemons · Danny Federici · Vini Lopez · David Sancious
Voormalige tourmuzikanten:
Everett Bradley · Barry Danielian · Clark Gayton · Curtis King · Suki Lahav · Ed Manion · The Miami Horns · Cindy Mizelle · Michelle Moore · Tom Morello · Curt Ramm · Jay Weinberg